# レイランド・アトランティアン
レイランド・アトランティアン（Leyland Atlantean）は、英国のレイランド社で（ボディは様々な会社が架装）1958年から1986年まで製造された2階建バスである。
アトランティアンは、車掌の添乗が免除され「ワンマン運行」の導入が許可されたことにより可能となった前方乗車、リアエンジン型式バスの先駆者であった。

## 試作車

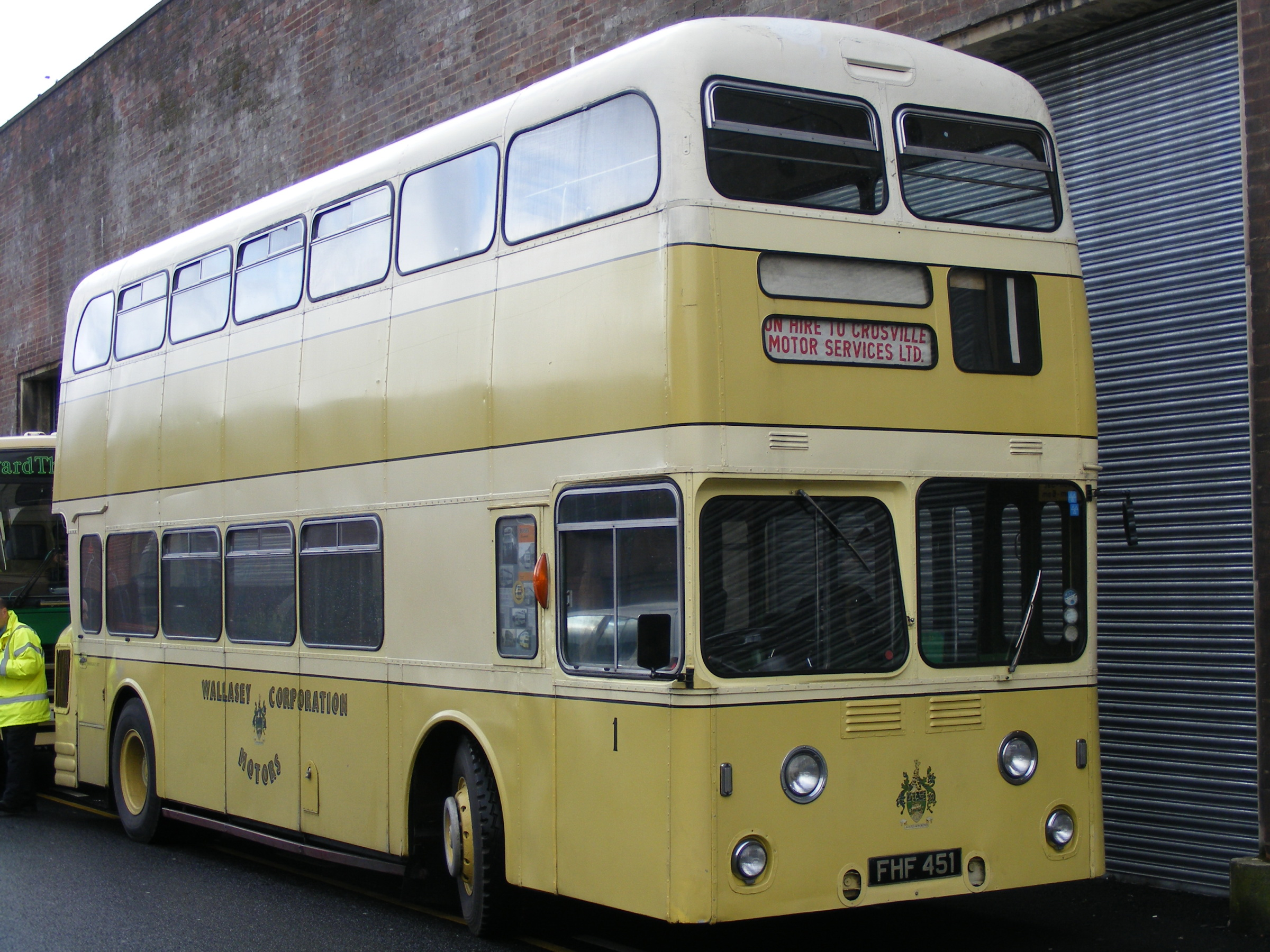
ウォラシー社製1 FHF 451 アトランティアン PDR1/1

英国における第二次世界大戦直後のバス運行は搬送可能な乗客数の飽和状態に直面し、バス製造業者は製造コストの低減を模索していた。戦前にリアエンジン型式バスの実験車両が製造されていたが成功作と言えるものは無く、試作の域を出なかった。幾つかの床下エンジン型式の通常型バスよりも、乗客収容空間をエンジンが侵食する部分を最小限に抑えることに重点が置かれた。しかしながら、このような設計は車両の床の高さを嵩上げすることになり、乗降口の段差を増やすことになった。2階建バスにおいてこれは車両の全高を増大させ、室内高の不足を招くことになり問題が増幅された。
1952年にレイランド社はリアエンジン型式の2階建バス構想の実験を始めた。最大許容幅が7 ft 6 inのSARO社製ボディを架装した試作車が製造された。この車両は後部のサブフレーム上にレイランド・O.350エンジンを横置きに搭載していた。シャーシは厚みのあるサイドメンバーが付いた鋼と軽合金を使用したプラットフォーム型式のフレーム構造であった。自動クラッチと自動変速ギアボックス（self change gearbox）も備えていた。製造番号530001のこの試作車にはSTF90の登録番号が付けられ、型式名はPDR1（Rはリアエンジンを示す）とされた。
1956年にメトロポリタン・キャメル・キャリッジ・アンド・ワゴン社（Metropolitan Cammell Carriage and Wagon：MCCW）製ボディを架装し、再びO.350エンジンをフレーム上に横置きした2番目の試作車XTC684 (No. 542209)が製造された。この車両は遠心クラッチ、ニューマチック・サイクリック変速機（pneumatic cyclic gearbox）とアングルドライブを備えていた。全高は13 ft 2.75 in、ホイールベースは16 ft 2.875 in、全長は29 ft 10 inで乗客定員は78名であった。レイランドはこの試作車を「ローローダー（Lowloader）」と命名した。
2台の試作車は徹底的にテストされたが、これらの車両には車体後部の乗車口と運転手の横に無駄な空間がありフロントエンジン型式バスと同じ問題点が残されていた。

## PDR1/PDR2

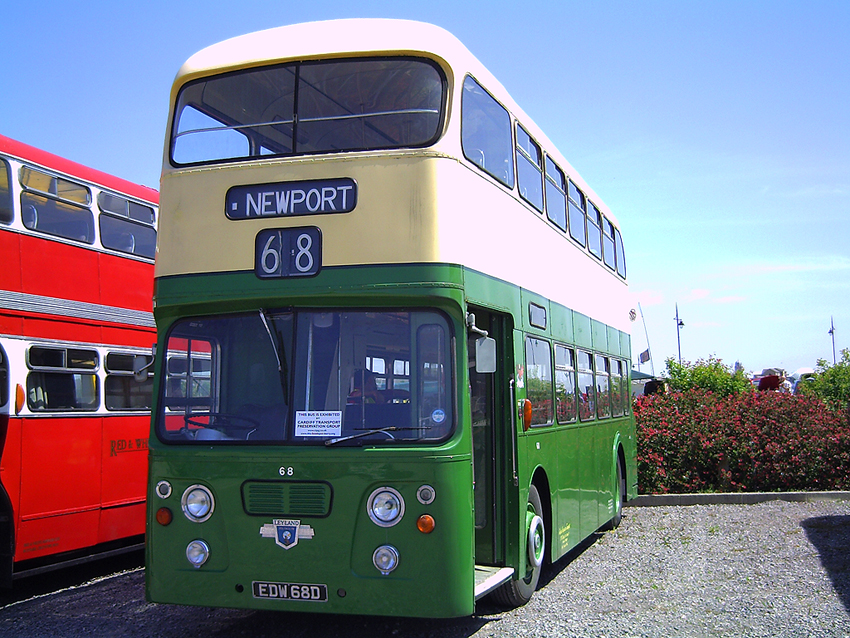
アレクサンダー社製ボディを架装した初期のアトランティアン EDW68D

1956年に製造と使用に関する法令（Construction and Use Regulations）の改正が行われ、2階建バスの最大長が30 ftに伸ばされたことにより前車軸の前に幅広の乗車口を設けることが可能となった。これにより当初は運転手が乗客の乗車を確認し車掌が料金を収受することができるようになったが、直ぐにこの構造はワンマン運行が可能な形態であることが分かった。レイランド社は新しい法令に乗じて、アールズコート（Earls Court）で開催された1956年度の商業車ショー（Commercial Motor Show）で「アトランティアン」の最初の試作車を発表した。この車両はバス製造業者が規定した前方乗車口を備えていたが、幾つかの要因が市販に当たっての障害となっていた。主な問題は、ベンチシートを使用した車室内に相変わらずエンジンが置かれていたため下層の車室内でのエンジン騒音が酷いことであった。
機械的にはアトランティアンの試作車の281 ATCはローローダーに類似しており、車体後部にO.600エンジンを横置きに搭載し、ニューマチック・サイクリック変速機を横並びにエンジンと直列に結んでいた。アトランティアンは軽量で強靭なフレーム外皮構造であった。フレームの補強と客室の床の土台という双方の目的を満たすために、軽合金製の床板はフレームに直接リベットで留められた。試作車はローローダー出自のプラットフォーム型式のフレーム構造を踏襲しており、ドロップセンター式の後輪車軸のおかげでバスの全長に渡り地面から僅か1段の高さの段差の無い床を実現していた。
この試作車は国内中の様々なバス会社へ披露された。もう1台登録されなかった同型車がテストベッドとして使用され、最終的に2台共スクラップにされた。

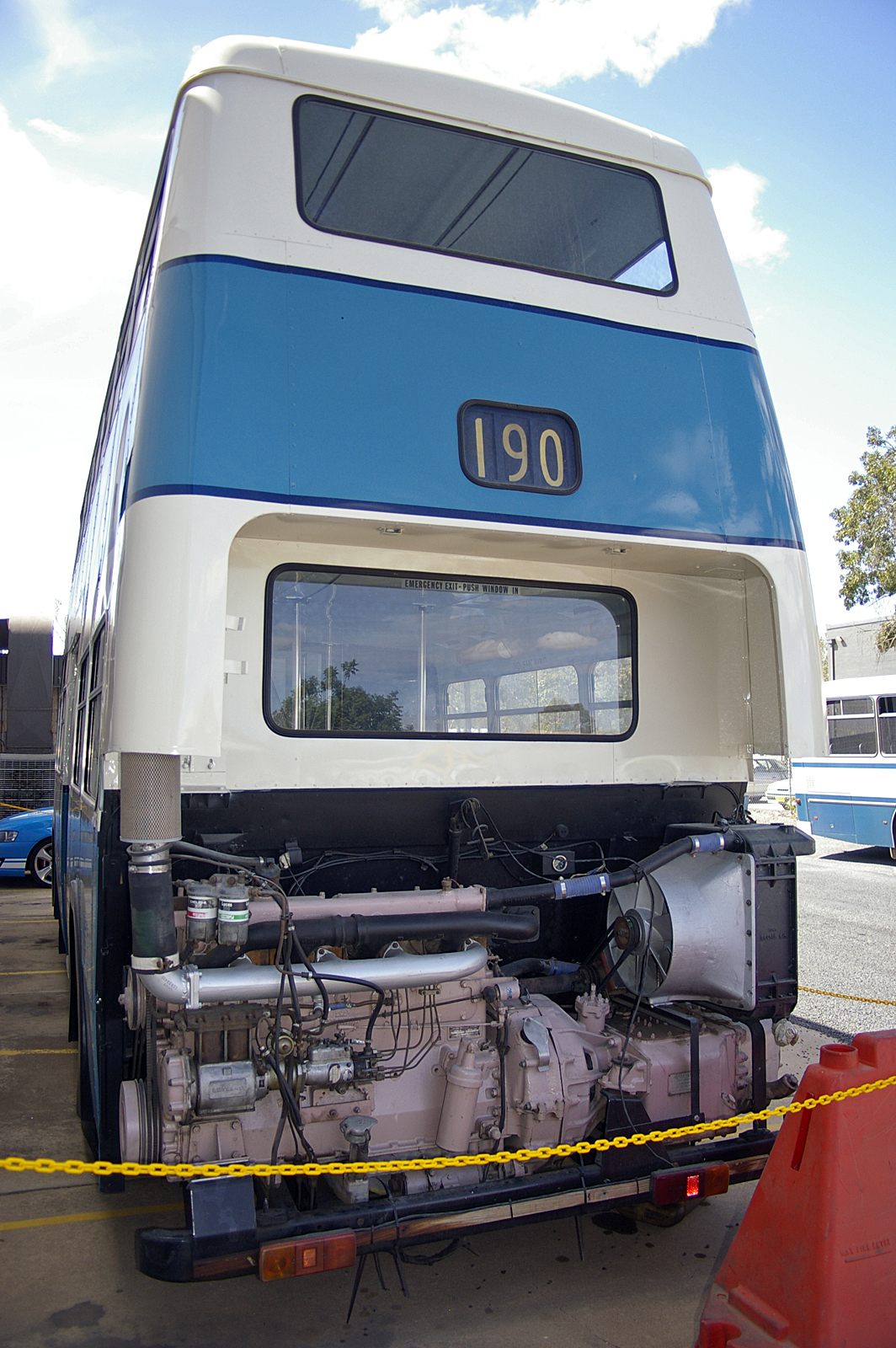
アトランティアンPDR1A/1のエンジン

1958年までにレイランド社は大部分の問題点を解決し、エンジンは車体後部の客室とは切り離され独立したエンジン室に収められた。ホイールベースが16ft 3inの最初の量産車「アトランテイアン PDR1/1」が1958年度の商業車ショーで発表された。この量産車は、リーフスプリングの通常型式の前後車軸、溝型鋼フレームを使用した試作車よりも簡潔な機械機構を有していた。このシャーシにグラスゴー社（Glasgow Corporation）、ジェームズ・オブ・アマンフォード社（James of Ammanford）、ウォラシー社（Wallasey Corporation）が各々架装した最初のバスが1958年12月に運行を開始した。
1964年以降アトランティアンにドロップセンター式の後輪車軸がオプションで提供された。この型式のアトランティアンは「アトランテイアン PDR1/2」として知られ、その後期型は「アトランテイアン PDR1/3」となった。1967年にレイランド社は全長33 ftのボディを架装できる「アトランテイアン PDR2/1」を発表した。
バス会社の中には当初その実績のある信頼性からフロントエンジンの車両を購入し続けるところもあったが、アトランティアンは成功作となった。国有バス会社（National Bus Company）とスコティッシュ・バス・グループ（Scottish Bus Group）は各々ブリストル・VR（Bristol VR）とデイムラー・フリートライン（Daimler Fleetline）を好んで使用したが、アトランティアンは地方自治体のバス会社でその人気の高さを証明した。アバディーン、グラスゴー、エディンバラ、ニューカッスル、マンチェスター、リヴァプール、ノッティンガムやサンダーランドの会社で多数のアトランティアンが購入された。
1972年までに6,000台以上のアトランティアンが運行された。

## AN68/AN69

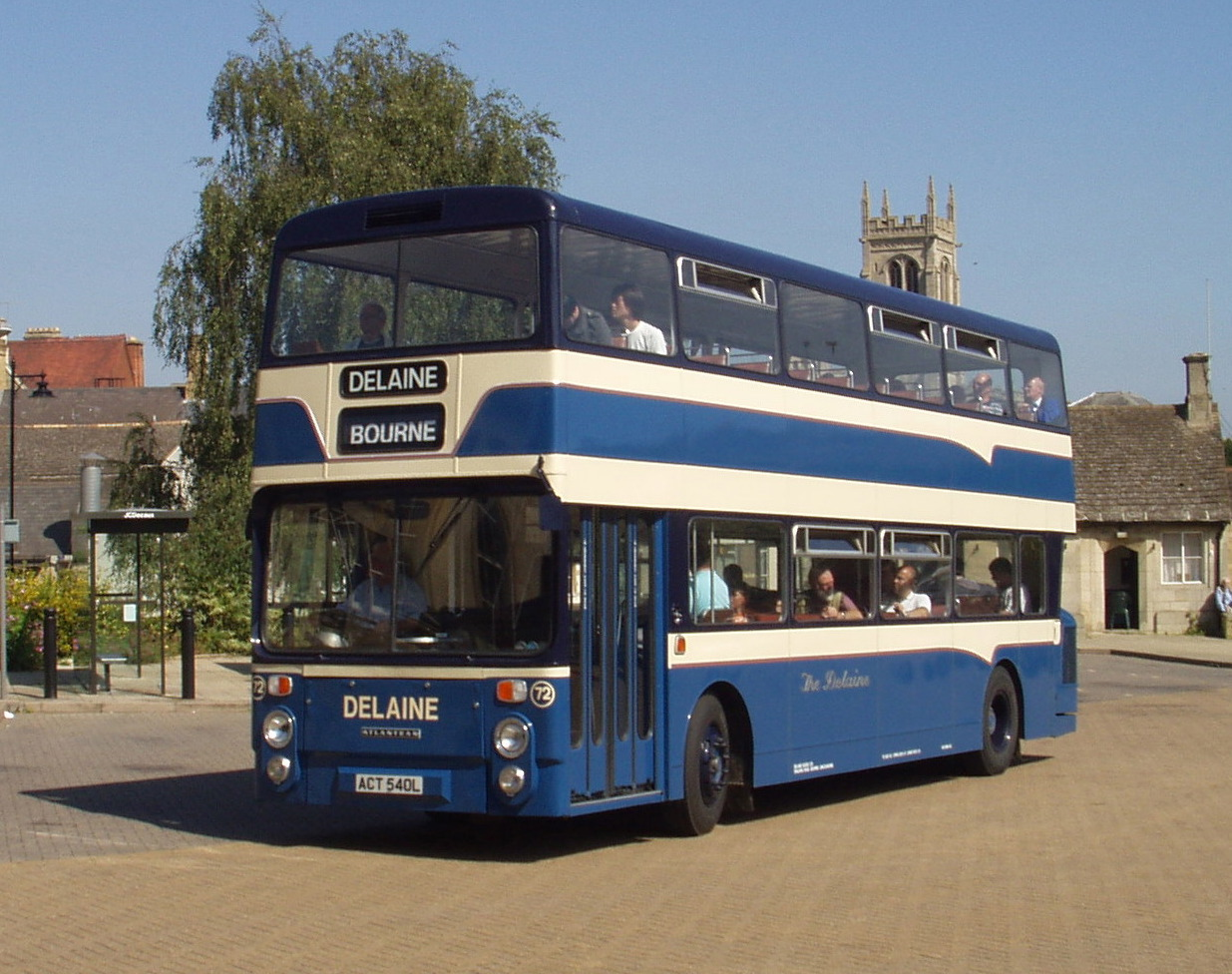
ノーザン・カウンティーズ社製ボディを架装したアトランティアン

1972年2月にレイランド社はPDR1/PDR2に代わるAN68を発表した。この新しいシャーシはより幅広の乗降口と幾つかの新しい安全装備を備えていた。運転手にエンジンのオーバーヒートを防ぐために音声と視覚で知らせる警告装置やフェイルセーフになったパーキングブレーキが導入された。ステアリング・ギアボックスやブレーキ系統は激しい正面衝突に耐えられるものとなり、ステンレス製の配管は防錆能力が劇的に向上した。
AN68/1R（全長 9.4m）とAN68/2R（全長 10.2m）の2種類のモデルが提供され、パワーステアリングがAN68/2Rには標準でAN68/1Rにはオプションで装着された。パワーステアリング用のポンプは初期のベルト駆動から変更される一方、提供されるエンジンは新しいレイランド・O.680のみとなった。幾種類ものボディ型式が様々な架装業者で製造され提供され続けたことによりアトランティアンは小規模の独立系から大都市のバス会社まで幅広い要望に応えられる車両であった。

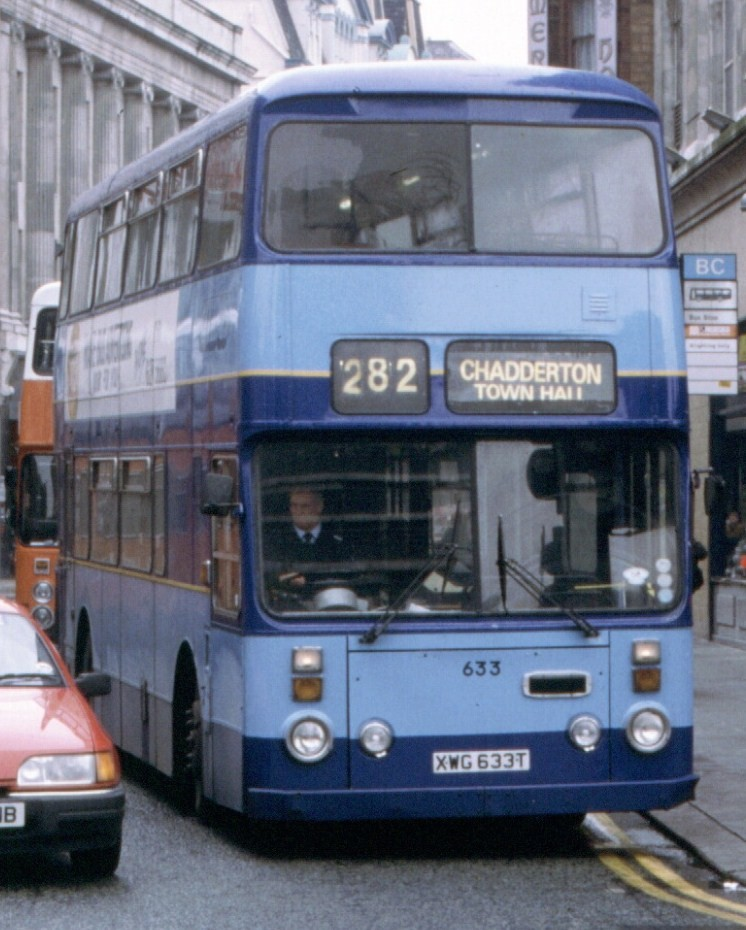
1978年製造のAN68A/1R、サウスヨークシャー PTE

1978年にレイランド社はレイランド・O.690エンジンを搭載したAN69の販売を主に輸出用に開始した。
アトランティアンは多くのバス会社の買い替えに支えられて多数が売れ続けた。しかし、ロンドン・トランスポート社（London Transport：LT）は、AN68 を差し置いてデイムラー社（後にレイランド社と合併）のフリートラインを同社初の大型リアエンジン型式の2階建バスに採用したことが知られている。2,000台以上のフリートラインがLT社に購入されたが、信頼性の問題とLT社の硬直した整備体制によってフリートラインは非常に早い時期に引退させられた。
1968年のブリティッシュ・レイランド社の成立によりデイムラー社とブリストル社（Bristol）はレイランド社に合併され、2種のリアエンジン車のシャーシ（デイムラー・フリートラインとブリストル・VR）がアトランティアンに加わった。ブリストル・ブランドは存続したがデイムラーは廃止され、デイムラー製品はレイランドのバッジに付け替えられた。事業の再編成後にレイランド社はロンドンの路線向けに故障の多いフリートラインの代替となる新しいリアエンジン型式の2階建バスの開発を始めた。この新しい車両のタイタン B15（Titan B15）は、1980年に発売されたより簡潔な半完成車の派生車種オリンピアン（Olympian）を生み出した。オリンピアンはVR、フリートラインとアトランティアンの直接の代替車として企画されたが、ベテランのAN68の生産はオリンピアンと並行して1986年まで続いた。マーシーサイド・PTE社（Merseyside PTE）納入分の国内市場向け最後のアトランティアンは1984年に生産ラインを離れたが、輸出向けモデルの生産はもう2年間続いた。最後の車両はイラクの首都・バグダードのバス会社に納入された。
生産終了までに15,000台以上のアトランティアンが生産された。グレーター・マンチェスター PTE社（Greater Manchester PTE）とその前身会社は、ノーザン・カウンティーズ社（Northern Counties）製とそれよりは少数であったがパーク・ロイヤル社（Park Royal）製の'グレート・マンチェスター規格'ボディを架装したアトランティアンを運行する最大のバス会社であった。2番目に大きな顧客は、その多くがウォルター・アレクサンダー社（Walter Alexander）製のボディを架装したアトランティアンを使用したグラスゴー・コーポレーション／グレーター・グラスゴー PTE社（Glasgow Corporation/Greater Glasgow PTE）であった。3番目はマーシーサイド・PTE社で約800台のアトランティアンを購入し、ほとんどがウォルター・アレクサンダー社とイースト・ランクス社（East Lancs）のボディを架装していた。しかし僅かながらその中にメトロ・キャメル・ウェイマン社（Metro Cammell Weymann：MCW）とウィロウブルック社（Willowbrook）製のボディが含まれていた。4番目として知られているのがシンガポールのシンガポール・バス・サービス社（Singapore Bus Service）である。同社は1977年から1986年にかけてダップル・メトセック社（Metal Sections/Duple Metsec）、ブリティッシュ・アルミニウム社（British Aluminium Company）やウォルター・アレクサンダー社製のボディを架装したレイランド・アトランティアン AN68/2Rを520台購入した。

## 競合車
アトランティアンは大規模に市販された初のリアエンジン型式の2階建バスであったが、他の製造業者のブリストル社とデイムラー社は各々VRとフリートラインで迅速にこれに追随した。
ブリストル社は国有バス会社（NBC）に好まれており、NBC社はその前身会社の時代から代々ブリストル社の製品を標準車両として採用していた。初期の車両はNBC社のスコットランドにある姉妹会社であるスコティッシュ・バス・グループにも購入され、同社ではフロントエンジン型式のブリストル・ロデッカ（Bristol Lodekka）が人気を博していた。しかしながら、このスコットランドの顧客はブリストル・VRにはNBC社程は愛着を抱くことは無く、購入したVRも以前NBC社が使用していたロデッカと交換してしまった。その後スコティッシュ・バス・グループはリアエンジン型式の2階建バスが必要となったときにデイムラー・フリートラインを標準車両として採用した。
ブリティッシュ・レイランド社の再編後、VRとフリートラインは共にレイランドの製品となり双方とも1981年に生産が終了した。6,400台以上のVRと11,500台以上のフリートラインが製造された。レイランド社の競合がいないことに苛立ったバス会社の中には国有のバス製造会社（ブリティッシュ・レイランド社）の対抗馬を売り込み始めた他のバス製造会社の製品に乗り換えるところもあった。レイランド社の製品供給の問題はいかんともし難く、スカニア・メトロポリタン（Scania Metropolitan）やデニス・ドミネーター（Dennis Dominator）のような製品がリアエンジン型式の2階建バス市場に僅かながら進出してきた。その一方でボルボ社はアイルサ（Ailsa）で前方乗車口付きフロントエンジン型式の2階建バスのシャーシを再導入し一定の成功を収めた。メトロポリタンを製造していたスカニア／メトロ・キャメル・ウェイマンの協業は1970年代末に終わりを告げ、MCW社は完成車と半完成車の双方で販売できる独自のリアエンジン型式車両のメトロバス（Metrobus）を導入せざるを得なかった。ウエスト・ミッドランズ PTE社（West Midlands PTE）とLT社が購入したことにより決定的となったメトロバスの成功はレイランド社に新しい頑丈なリアエンジン型式2階建バスの開発を促し、最終的にアトランティアンの市場からの引退を決定付けた。